# Ястребци
Ястребци (на словенски: Jastrebci) е село в Словения, Подравски регион, община Ормож. Според Националната статистическа служба на Република Словения през 2015 г. селото има 148 жители.
През при Ястребци 1945 г. през Втората световна война Първа българска армия разгромява германските войски от група армии „Е“ и хърватско-усташката армия във водената от българите Мурска операция, като по този начин селото е освободено от германска окупация.